# Derectaotus
Derectaotus is een geslacht van rechtvleugeligen uit de familie Mogoplistidae. De wetenschappelijke naam van dit geslacht is voor het eerst geldig gepubliceerd in 1936 door Lucien Chopard.

## Soorten
Het geslacht Derectaotus omvat de volgende soorten:
- Derectaotus alboniger Bey-Bienko, 1967
- Derectaotus annulicercis Chopard, 1962
- Derectaotus ceylonicus Chopard, 1928
- Derectaotus daedalus Fernando, 1958
- Derectaotus henryi Chopard, 1928
- Derectaotus indicus Chopard, 1928
- Derectaotus latifrons Chopard, 1962
- Derectaotus leucopygus Chopard, 1924
- Derectaotus longipalpis Chopard, 1960
- Derectaotus maindroni Chopard, 1928
- Derectaotus mjobergi Chopard, 1932
- Derectaotus nigrovittatus Chopard, 1961
- Derectaotus palpatus Chopard, 1936
- Derectaotus prometheus Fernando, 1958